# Donji Hasić
Donji Hasić naseljeno je mjesto u sastavu općine Bosanski Šamac u Republici Srpskoj u Bosni i Hercegovini.
Donji Hasić selo je smješteno na sjeveru Bosne i Hercegovine u Bosanskoj Posavini sedam kilometara južno od sjedišta općine Bosanskog Šamca. Proteže se otprilike 5 km u duljinu sa sjevera od Hrvatske Tišine pa prema jugu sve do Kruškovog Polja. Sa svojih je 2077 stanovnika (Donji Hasić 1029, Gornji Hasić 1048 prema popisu iz 1991. godine) Hasić jedno od većih seoskih naselja na području Posavine. Stanovništvo je većinski (gotovo 100  %) hrvatske nacionalnosti i rimokatoličke vjeroispovijesti. Samo selo pripada župi „Majčinstvo Blažene Djevice Marije” (Hrvatska Tišina). Zaštitnici su sela Sv. Anto Pustinjak (Donji Hasić, 17. siječnja) i Sv. Anto Padovanski (Gornji Hasić, 13. lipnja).

## Stanovništvo
| Donji Hasić        |               |                |               |
| godina popisa      | 1991.         | 1981.          | 1971.         |
| Hrvati             | 978 (95,04 %) | 1048 (98,21 %) | 940 (98,84 %) |
| Srbi               | 13 (1,26 %)   | 11 (1,03 %)    | 8 (0,84 %)    |
| Muslimani          | 0             | 0              | 1 (0,10 %)    |
| Jugoslaveni        | 11 (1,06 %)   | 4 (0,37 %)     | 0             |
| ostali i nepoznato | 27 (2,62 %)   | 4 (0,37 %)     | 2 (0,21 %)    |
| ukupno             | 1029          | 1067           | 951           |

## Povijest
Dana 17. travnja 1992. na Veliki petak počela je agresija na općinu Bosanski Šamac, a tako i na selo Donji Hasić. Najveći dio stanovništva evakuiran je još isti dan, prvo u Domaljevac, a zatim skelom preko Save u Slavoniju u Hrvatsku. Dio stanovništva koje je ostalo prvobitno je pokušalo organizirati obranu sela, ali zbog lošeg položaja u odnosu na raspored i jačinu srpskih snaga taj je pokušaj propao. U nekoliko navrata u sljedećih mjesec dana probojem iz obruča izvučeni su na slobodno područje općine Bosanski Šamac (danas općina Domaljevac-Šamac). Veliki broj mještana ovog i okolnih sela završio je po koncentracijskim logorima koje je uspostavila vlast Republike Srpske, a dio njih i ubijen je u logorima i pljačkaškim pohodima dojučerašnjih susjeda. Selo je Daytonskim sporazumom ostalo u sastavu Republike Srpske.

## Poznate osobe
Neke su poznate osobe:
- Ilija Blažanović, pjesnik
- Luka Blažanović, pjesnik
- Stjepan Blažanović, pjesnik

## Šport
- NK Mladost Donji Hasić

## Vanjske poveznice
- hasicani.com
- Hrvatska Tisina  Arhivirana inačica izvorne stranice od 1. svibnja 2018. (Wayback Machine)